# Amastus subterminata
Amastus subterminata är en fjärilsart som beskrevs av Paul Dognin 1912. Amastus subterminata ingår i släktet Amastus och familjen björnspinnare. Inga underarter finns listade i Catalogue of Life.